# Gustav Vasa och Tomt Margit

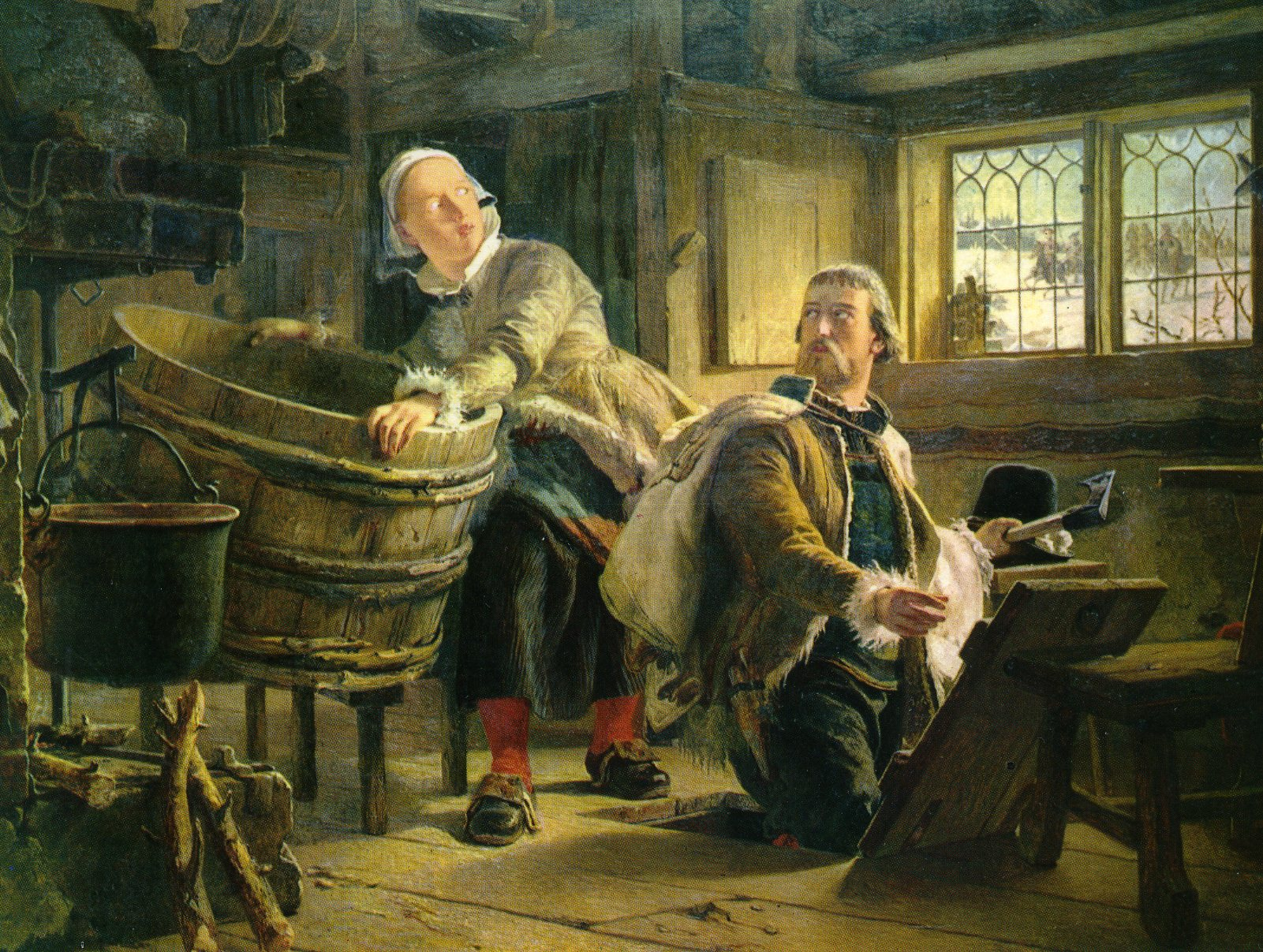
"Gustav Vasa och Tomt Margit" (1860), målning av Johan Fredrik Höckert

Gustav Vasa och Tomt Margit är en målning av Johan Fredrik Höckert från 1860, föreställande hur Tomt Margit gömmer Gustav Vasa i källaren från förföljande danska knektar.
Målningen framställdes efter beställning till det samma år färdigställda Utmelandsmonumentet, som placerades på den källare i byn Utmeland där Gustav Vasa sades ha gömt sig i samband med äventyren i Dalarna. När danskarna kom skall Tomt Margit motat ned den blivande kungen i källaren, och placerat ett bryggkar ovanpå, och börjat brygga, så att danskarna inte kunde se luckan. Sägnen ingår inte bland Peder Swarts berättelser från 1500-talet utan upptecknades först på 1700-talet i Mora av Johan Brandberg, brorson till Jacob Brandberg. De flesta av Brandenbergs berättelser innehåller till skillnad från de officiella berättelserna från Gustav Vasas kansli ofta mer traditionella sägenmotiv med dråpligheter för kungen, som att han tvingas krypa ut genom dasset, blir slagen i baken med brödspaden och så vidare.
Stugan blev snabbt av intresse för kulturminnesvård. 1773 begärde ägaren Tomt Mats Larsson intyg på att stugan med källaren var äkta, för att kunna få ett bra pris på den vid en eventuell försäljning. År 1808 inköptes den slutligen av staten, och försåg med en enkel skyddande överbyggnad. Den var dock rejält förfallen, och under den gryende nationalromantiken önskade man sig ett mer monumental minne av hjältekungen. Den 29 september 1860 invigdes ett nytt monument över källaren som var ritat av Fredrik Wilhelm Scholander, och på väggarna i byggnaden placerades Edvard Berghs Utsigt af Ornäs, Karl XV:s Utsigt af byn Sälen och den här målningen av Höckert. Datumet var valt för att samtidigt fira 300-årsminnet av Gustav Vasas död.
Historiskt lämnar målningen en hel del övrigt att önska. Dräkterna som Tomt-Margit och Gustav Vasa bär liknar mer 1800-talets moradräkter än vad någon lär ha burit på 1500-talet, och stugan med sitt stora klara glasfönster är definitivt ingen 1500-talsstuga (förmodligen var inte byggnaden som revs 1860 någon 1500-talsbyggnad heller). Nu är inte målsättningen med tavlan historisk noggrannhet, utan snarare att uppmåla ett dramatiskt motiv och mana till fosterländsk känsla. Att knyta an till allmogekulturen som en del i staten var en viktig del av nationalismens idé.